# Facimiech (wieś)
Facimiech – wieś w Polsce, położona w województwie małopolskim, w powiecie krakowskim, w gminie Skawina, w pobliżu drogi krajowej 44.
Znajduje się na prawym brzegu Wisły w Rowie Skawińskim będącym częścią Bramy Krakowskiej.
Powierzchnia miejscowości liczy 295,4 ha.

## Integralne części wsi
| SIMC    | Nazwa      | Rodzaj    |
| ------- | ---------- | --------- |
| 0334853 | Dąbrowy    | część wsi |
| 0334860 | Nowina     | część wsi |
| 0334876 | Pod Kolebą | część wsi |
| 0334883 | Piaski     | część wsi |

## Historia
Miejscowość istniała już w XIII wieku, w 1254 przynależność wsi do klasztoru norbertanek w Zwierzyńcu, a trzy lata później nadał miastu Kraków cały las Chwacymech. Od 1274 w granicach księstwa opolskiego, później oświęcimskiego i zatorskiego.
W latach 1975–1998 miejscowość administracyjnie należała do województwa krakowskiego.

## Zabytki
Obiekt wpisany do rejestru zabytków nieruchomych województwa małopolskiego.
- Zespół dworski: dwór, spichlerz, park.

## Sport
W Facimiechu znajduje się klub jeździecki.